# أندريا إيشيفيري
أندريا إيشيفيري أرياس (بالإسبانية: Andrea Echeverri Arias) وتعرف فنيا بالاختصار أندريا إيشيفيري (بالإسبانية: Andrea Echeverri) (13 سبتمبر 1965 ببوغوتا، كولومبيا)، هي مغنية روك وبوب لاتيني وعازفة غيتار كولومبية من أصل باسكي. وهي المغنية الرئيسية لفرقة المخملين (بالإسبانية: Aterciopelados)، كما تعزف أيضا الغيتار. سنة 2005، أطلقت أول ألبوم منفرد بإسمها أندريا إيشيفيري.
| أندريا إيشيفيري    | من الممكن التخطيط لتطوير الموسيقى اللاتينية البديلة باتباع المسار المهني لأندريا إيشيفيري | أندريا إيشيفيري |
| — فيليكس كونتريراس |                                                                                           |                 |

## الفرقة
تعمل أندريا حاليا مع هيكتور بويتراغو في فرقته المخملين (بالإسبانية: Aterciopelados) حيث تلعب دور المغنية الرئيسية مع عزف الإيتار في بعض الأحيان.

## ديسكوغرافيا
| تاريخ الإصدار | الإسم           | الإسم الأصلي     |
| ------------- | --------------- | ---------------- |
| 8 فبراير 2005 | أندريا إيشيفيري | Andrea Echeverri |
| 23 غشت 2011   | اثنان           | Dos              |
| 19 غشت 2013   | رويسينيورا      | Ruiseñora        |

• الألبومات التالية هي فقط المنفردة، ولا تتضمن ألبومات فرقتها.

## الجوائز والترشيحات
| السنة | الجائزة               | العمل          | الفئة                      | النتيجة |
| ----- | --------------------- | -------------- | -------------------------- | ------- |
| 2005  | جائزة غرامي           | أندريا إشيفيري | أفضل ألبوم بوب لاتيني      | رُشِّح     |
| 2006  | جائزة غرامي اللاتينية | أندريا إشيفيري | أفضل ألبوم بوب من طرف انثى | رُشِّح     |
| 2013  | جائزة غرامي اللاتينية | رويسينيورا     | أفضل ألبوم من طرف مغن مؤلف | رُشِّح     |